# ISCTE – Instituto Universitário de Lisboa
O Iscte – Instituto Universitário de Lisboa MHIP (Iscte) é uma instituição pública de ensino universitário especializada nas áreas de ciências empresariais, ciências sociais, tecnologias e arquitetura. Tem sede na Avenida das Forças Armadas, em Lisboa. Em 2022 inaugurou um novo campus, em Sintra.

## História
Através do Decreto-Lei n.º 522/72, de 15 de dezembro, foi criado o Instituto Superior de Ciências do Trabalho e da Empresa, como estabelecimento de ensino superior na dependência direta da Direção-Geral do Ensino Superior. Na sua origem foi um estabelecimento de ensino superior profissional criado no âmbito do Ministério das Corporações e Previdência Social, o Instituto de Estudos Sociais.
Pela primeira vez, em 1972, 296 estudantes inscreveram-se no ISCTE: 219 em Economia, 66 em Organização e Gestão de Empresas e 11 em Ciências do Trabalho.

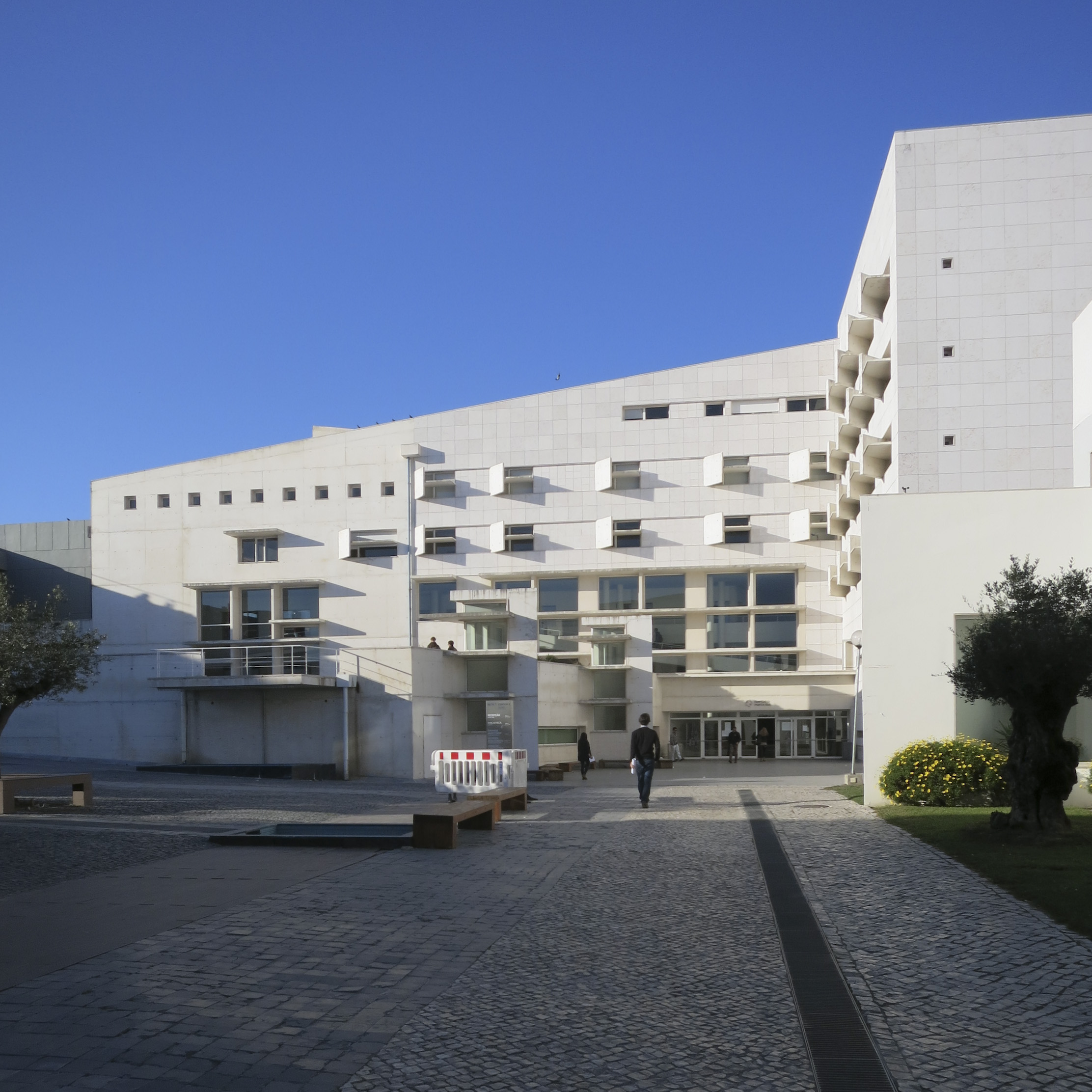
Imagem do Iscte

Conforme o Decreto-Lei n.º 402/73, de 11 de agosto, Iscte foi integrado na Universidade Nova de Lisboa, mas aquando da organização da Universidade Nova de Lisboa em faculdades, ISCTE regressou à situação inicial de dependência direta do Ministério da Educação.
Na sequência da publicação da Lei de Bases do Sistema Educativo e da Lei da Autonomia Universitária e da aprovação dos seus Estatutos, em 1990, ISCTE adquiriu o estatuto de escola universitária não integrada, dispondo de autonomia científica, pedagógica, administrativa, financeira e disciplinar
A última versão dos Estatutos do ISCTE antes da sua passagem ao regime fundacional foi aprovada pelo Despacho Normativo n.º 37/2000, de 5 de Setembro.
De acordo com o Decreto-Lei n.º 89/2005, de 3 de junho, o ISCTE passou a integrar o Conselho de Reitores das Universidades Portuguesas (CRUP).
Nos termos da Lei n.º 62/2007, de 10 de setembro, denomina-se, a partir de então, ISCTE — Instituto Universitário de Lisboa. O antigo acrónimo "ISCTE" deixou de possuir significado desde essa data, sendo mantido agora apenas como uma marca.
Em 2009, através do Decreto-Lei n.º 95/2009, de 27 de abril, Iscte transformou-se numa instituição de ensino superior pública de natureza fundacional.
Em 2002, o Conselho de Reitores das Universidades Portuguesas (CRUP) emitiu a opinião de que o ISCTE deveria integrar a Universidade de Lisboa (1911-2013): "[O] CRUP reconhece ao ISCTE plena legitimidade para uma integração universitária. Afigura-se, no entanto, que, em vez da transformação em nova Universidade, solução que suscita sérias reservas, seria mais lógico e recomendável a integração numa das universidades já existentes, mormente na Universidade de Lisboa." Ainda em 2012, a Universidade de Lisboa (antes da fusão com a Universidade Técnica de Lisboa) convidou o ISCTE a fazer parte duma universidade maior: "[O] ISCTE-IUL rejeitou, então, a fusão que lhe foi proposta pela Universidade de Lisboa".
Em 2019 o ISCTE adota uma nova identidade visual para a marca, com novos logotipo e normas gráficas, passando a designar-se doravante Iscte - Instituto Universitário de Lisboa, ou simplesmente Iscte (com esta grafia, como se tratasse de um nome próprio e já não uma sigla). 
Por ocasião do seu 48.º Aniversário, a 16 de Dezembro de 2020, foi feito Membro-Honorário da Ordem da Instrução Pública.
Em 2021 começou a ser erguido o Iscte Conhecimento e Inovação, um complexo destinado a albergar o Centro de Valorização e Transferência de Tecnologias (CVTT). Esta infraestrutura de investigação e transferência de conhecimento, criada em 2019, vai albergar os oito centros de investigação (classificados, na totalidade, com Excelente ou Muito Bom), dez laboratórios e três observatórios.
Em 2022 o Iscte- Instituto Universitário de Lisboa inaugurou um novo pólo em Sintra, o qual iniciou o ano letivo de 2022-2023 com oito cursos de licenciatura.  
A 7 de dezembro de 2022, o Iscte juntamente com o Conselho de Reitores das Universidades Portuguesas (CRUP), a Comissão das Comemorações dos 50 anos do 25 de Abril e o Alto Patrocínio do Senhor Presidente da República, realizou o "Encontro Nacional 50 anos da Reforma Veiga Simão | 50 anos de Democracia", no qual juntou responsáveis das várias universidades nacionais e representantes políticos, num grande debate em torno do tema "Universidade: chave para o futuro". 

## Estrutura orgânica e funcionamento institucional
A estrutura orgânica do Iscte - Instituto Universitário de Lisboa é a seguinte: 

### Escola de Gestão (Iscte Business School - IBS)
- Departamento de Contabilidade
- Departamento de Economia
- Departamento de Finanças
- Departamento de Marketing, Operações e Gestão Geral
- Departamento de Métodos Quantitativos para Gestão e Economia
- Departamento de Recursos Humanos e Comportamento Organizacional

### Escola de Tecnologias e Arquitectura (Iscte School of Technology and Architecture) - ISTA
- Departamento de Matemática
- Departamento de Ciências e Tecnologias de Informação
- Departamento de Arquitectura e Urbanismo

### Escola de Sociologia e Políticas Públicas (School of Sociology and Public Policy) - ESPP
- Departamento de Ciência Política e Políticas Públicas
- Departamento de História
- Departamento de Métodos de Pesquisa Social
- Departamento de Sociologia

### Escola de Ciências Sociais (School of Social Sciences) - ECSH
- Departamento de Antropologia
- Departamento de Economia Política
- Departamento de Psicologia Social e das Organizações

### Escola de Tecnologias Digitais, Economia e Sociedade  (School of Digital Technologies, Economy and Society) - Iscte Sintra
- Departamento de Tenologias Digitais Aplicadas
- Departamento de Ciências Sociais e Empresariais

### Unidades de Investigação
- BRU-IUL - Business Research Unit
- CEI-IUL - Centro de Estudos Internacionais
- CIES-IUL - Centro de Investigação e Estudos de Sociologia
- CIS-IUL - Centro de Investigação e Intervenção Social
- CRIA-IUL - Centro em Rede de Investigação em Antropologia
- DINÂMIA'CET-IUL - Centro de Estudos sobre a Mudança Socioeconómica e o Território
- IT-IUL - Instituto de Telecomunicações
- ISTAR-IUL - Centro de Investigação em Ciências da Informação, Tecnologias e Arquitetura [14]

### Unidades de Apoio à Investigação
Iscte - Instituto Universitário de Lisboa apresenta uma multiplicidade de serviços que garantem qualidade de apoio à investigação. Entre eles:
- Gabinete de Apoio à Investigação (GAI)
- Biblioteca
- Plataforma Ciência-IUL
- Repositório
- Comissão de Ética[15]

### Entidades Participadas
- Audax-Iscte
- IPPS-Iscte - Instituto para as Políticas Públicas e Sociais
- Iscte-Executive Education
- Iscte-Meta Digital

## Ciclos de estudos
Iscte - Instituto Universitário de Lisboa proporciona uma grande variedade de cursos dos três ciclos de ensino superior, com 29 licenciaturas, 63 mestrados e 25 doutoramentos (em 2022/2023).

## Publicações do Iscte — Instituto Universitário de Lisboa
- Cadernos de Estudos Africanos[18]
- Cidades, Comunidades e Territórios[19]
- Etnográfica[20]
- Global Economics and Management Review
- Ler História[21]
- Portuguese Journal of Social Science[22]
- Revista Portuguesa e Brasileira de Gestão
- Sociologia, Problemas e Práticas[23]
- Trajectos, Revista de Comunicação, Cultura e Educação
- Revista Entre Campus

## Rankings internacionais
Iscte - Instituto Universitário de Lisboa participa em diversos rankings mundiais. A instituição universitária portuguesa tem vindo a manter uma posição global nos rankings da Times Higher Education. Os cursos em Sociologia e Gestão são destacados pelos QS Rankings. Várias ofertas educativas do ISCTE Business School são avaliadas positvamente pelo Financial Times., tendo o Iscte subido 10 posições nesse ranking.
Em 2021 o Iscte melhorou também o seu desempenho em sustentabilidade, o que é atestado pelo ranking ambiental Greenmetric.